# Gülcan Koca
Gülcan Koca (* 4. September 1990 in Melbourne) ist eine ehemalige türkische Fußballspielerin.

## Karriere

### Verein
Gülcan Koca spielte von 2009 bis 2018 im Verein Melbourne Victory FC. Mit ihre Mannschaft gewann sie in der Saison 2013/14 die W-League-Meisterschaft. Am 13. September 2018 gab Koca ihren Rücktritt bekannt.

### Nationalmannschaft
Am 23. Juni 2010 debütierte Koca in der türkischen Fußballnationalmannschaft, wo sie gegen bei der Weltmeisterschaft 2011 gegen die österreichische Mannschaft gespielt hatte. Sie trat in Qualifikation zur EM 2013 auf. Koca hat 16 Länderspiele für die Nationalmannschaft bestritten.